# Ministère de la Santé (Tunisie)
Pour les articles homonymes, voir Ministère de la Santé.
Le ministère de la Santé (arabe : وزارة الصحة), est le ministère tunisien chargé de la santé publique.
Le siège central du ministère domine la place Bab Saadoun à Tunis.

## Missions et attributions
Les missions et les attributions du ministère de la Santé sont définies par le décret n°74-1064 du 28 novembre 1974.
Le ministère a pour principale mission de veiller sur la santé de la population dans le but de permettre le développement harmonieux de ses facultés physiques et mentales et de son adaptation au milieu naturel et à l'environnement social du pays. Ses moyens incluent la lutte contre les causes de détérioration du bien-être physique ou mental qui peuvent l'affecter individuellement ou collectivement. À ce titre, il élabore pour le gouvernement la politique de santé publique, la planifie, veille à sa mise en œuvre et en contrôle l'exécution dans les domaines de la prévention, des soins, du médicament, des stupéfiants et des laboratoires et de la réadaptation.

## Organisation

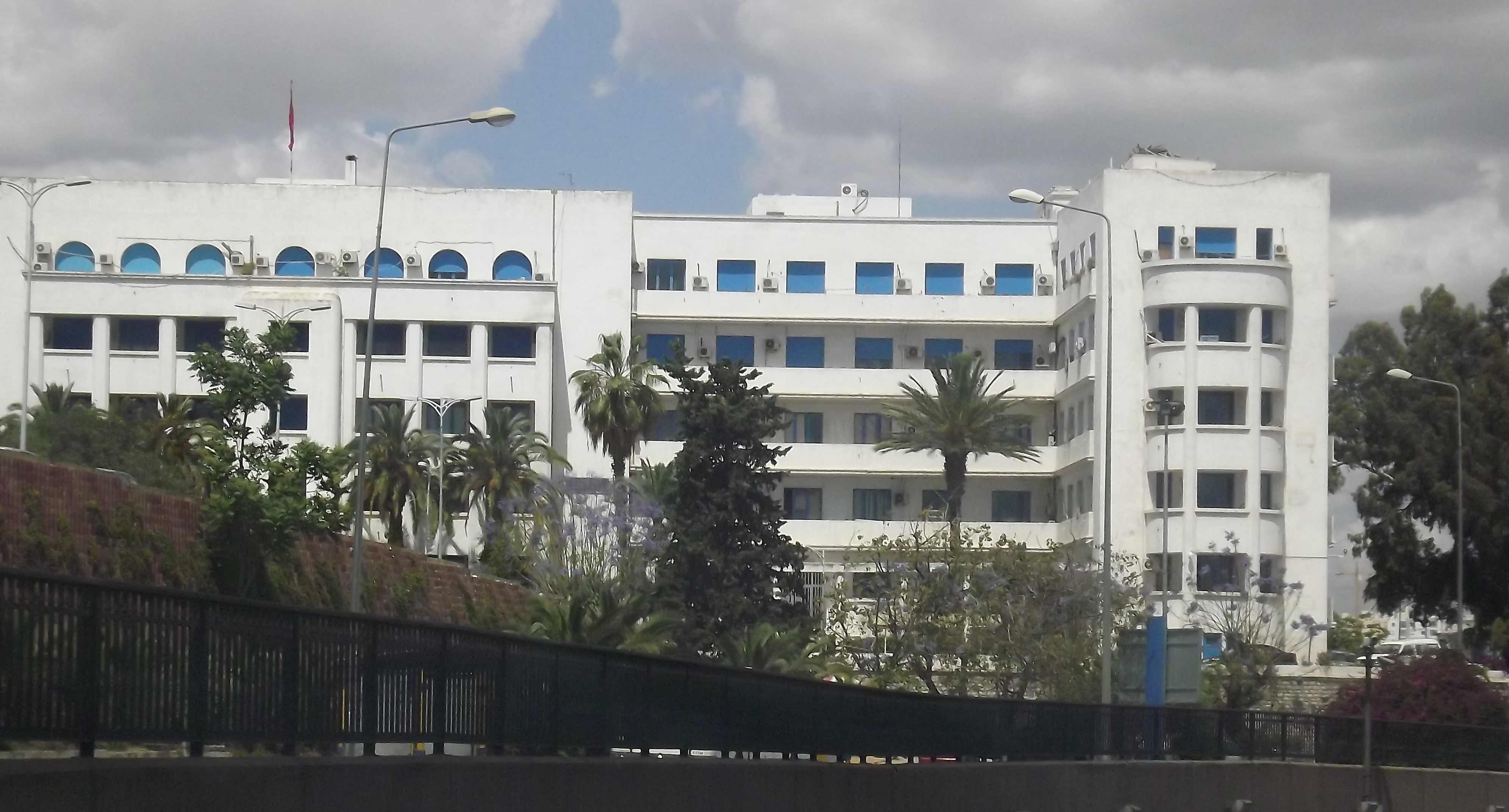
Siège du ministère.

Le ministère de la Santé s'organise selon le décret no 81-793 du 9 juin 1981 portant organisation des services de l'administration centrale du ministère tels que modifiés par des décrets postérieurs :
- Ministre de la Santé
- Secrétaire d'État auprès du ministre de la Santé chargé des structures hospitalières
  - Cabinet du ministre
    - Unité de la coopération technique
    - Sous-direction de la documentation et des archives
    - Services des relations publiques
    - Service du bureau d'ordre central
- Services de l'inspection et du contrôle
  - Inspection médicale et juxtamédicale
  - Inspection administrative et financière
- Direction générale de la santé publique
  - Unité de la médecine d'urgence
  - Direction de la recherche médicale
  - Sous-direction de la qualité des soins
  - Sous-direction de la réglementation et du contrôle des professions de santé
- Services techniques
  - Direction des soins de santé de base
  - Direction de la médecine scolaire et universitaire
  - Direction de l'hygiène du milieu et de la protection de l'environnement
  - Direction de la pharmacie et du médicament
  - Unité des laboratoires de biologie médicale
  - Unité centrale des banques de sang et de la transfusion sanguine
  - Unité centrale de la formation des cadres
- Direction générale des services communs
  - Direction des ressources humaines
  - Direction des affaires financières
  - Direction des bâtiments
  - Direction de l'équipement
  - Direction de l'organisation, des méthodes et de l'informatique
  - Sous-direction du matériel
- Direction générale des structures sanitaires publiques
  - Direction de l'organisation hospitalière
  - Direction de l'évaluation et de l'audit
- Unité juridique et du contentieux
- Direction des études et de la planification

## Établissements sous tutelle
- Instance nationale de l'accréditation en santé (Tunis)
- Pharmacie centrale de Tunisie (Ben Arous)
- Société des industries pharmaceutiques de Tunisie (Ben Arous)
- Office national de la famille et de la population (Tunis)
- Observatoire national des maladies nouvelles et émergentes (Tunis)
- Centre informatique du ministère de la Santé (Tunis)
- Agence nationale de contrôle sanitaire et environnemental des produits (Tunis)
- Centre de maternité et de néonatologie (Tunis)
- Centre national de transfusion sanguine (Tunisie)
- Hôpital Hédi-Chaker (Sfax)
- Complexe sanitaire de Djebel El Oust (Zaghouan)
- Hôpital Aziza Othmana (Tunis)
- Hôpital Charles-Nicolle (Tunis)
- Hôpital d'enfants Béchir-Hamza (Tunis)
- Hôpital Mohamed Taher-Maamouri (Nabeul)
- Hôpital Tahar-Sfar (Mahdia)
- Hôpital Fattouma-Bourguiba (Monastir)
- Hôpital Farhat-Hached (Sousse)
- Hôpital Habib-Bourguiba (Sfax)
- Hôpital Habib-Thameur (Tunis)
- Hôpital Mongi-Slim (La Marsa)
- Hôpital Abderrahmen-Mami-Mami de pneumo-phtisiologie (Ariana)
- Hôpital Razi (La Manouba)
- Hôpital La Rabta (Tunis)
- Hôpital Habib-Bougatfa (Bizerte)
- Hôpital Sahloul (Sousse)
- Institut Hédi-Raïs d’ophtalmologie (Tunis)
- Institut Mohamed-Kassab d'orthopédie (La Manouba)
- Institut national de neurologie Mongi-Ben Hamida (Tunis)
- Institut national de nutrition et de technologie alimentaire (Tunis)
- Institut Pasteur (Tunis)
- Institut Salah-Azaïz (Tunis)

## Ministre
Le ministre de la Santé est nommé par le président de la République tunisienne sur proposition du chef du gouvernement. Il dirige le ministère et participe au Conseil des ministres.

### Liste
| Image | Nom                            | Parti           |  | Gouvernement                                                                                    | Début du mandat   | Fin du mandat     |
| ----- | ------------------------------ | --------------- |  | ----------------------------------------------------------------------------------------------- | ----------------- | ----------------- |
|       | Sadok Mokaddem                 | Néo-Destour     |  | Gouvernement Ben Ammar                                                                          | 17 septembre 1955 | 15 avril 1956     |
|       | Mahmoud El Materi              | Néo-Destour     |  | Gouvernement Bourguiba I                                                                        | 15 avril 1956     | 29 juillet 1957   |
|       | Ahmed Ben Salah                | Néo-Destour     |  | Gouvernement Bourguiba I                                                                        | 29 juillet 1957   | 3 janvier 1961    |
|       | Mondher Ben Ammar              | Néo-Destour PSD |  | Gouvernement Bourguiba I                                                                        | 3 janvier 1961    | 11 novembre 1964  |
|       | Fathi Zouhir                   | PSD             |  | Gouvernement Bourguiba I                                                                        | 11 novembre 1964  | 5 mai 1966        |
|       | Hédi Khefacha                  | PSD             |  | Gouvernement Bourguiba I                                                                        | 5 mai 1966        | 8 septembre 1969  |
|       | Driss Guiga                    | PSD             |  | Gouvernement Bourguiba I Gouvernement Ladgham Gouvernement Nouira                               | 8 septembre 1969  | 17 mars 1973      |
|       | Mohamed Mzali                  | PSD             |  | Gouvernement Nouira                                                                             | 17 mars 1973      | 31 mai 1976       |
|       | Mongi Kooli                    | PSD             |  | Gouvernement Nouira                                                                             | 31 mai 1976       | 26 décembre 1977  |
|       | Mongi Ben Hamida               | PSD             |  | Gouvernement Nouira                                                                             | 26 décembre 1977  | 13 septembre 1978 |
|       | Fouad Mebazaa                  | PSD             |  | Gouvernement Nouira                                                                             | 13 septembre 1978 | 7 novembre 1979   |
|       | Dhaoui Hannablia               | PSD             |  | Gouvernement Nouira                                                                             | 7 novembre 1979   | 25 avril 1980     |
|       | Rachid Sfar                    | PSD             |  | Gouvernement Mohamed Mzali                                                                      | 25 avril 1980     | 14 octobre 1983   |
|       | Habib Touhami                  | PSD             |  | Gouvernement Mohamed Mzali                                                                      | 14 octobre 1983   | 20 janvier 1984   |
|       | Souad Lyagoubi                 | PSD RCD         |  | Gouvernement Mohamed Mzali Gouvernement Sfar Gouvernement Ben Ali Gouvernement Hédi Baccouche I | 20 janvier 1984   | 26 juillet 1988   |
|       | Saâdeddine Zmerli              | RCD             |  | Gouvernement Hédi Baccouche II                                                                  | 26 juillet 1988   | 11 avril 1989     |
|       | Dali Jazi                      | RCD             |  | Gouvernement Hédi Baccouche III Gouvernement Karoui                                             | 11 avril 1989     | 31 juillet 1992   |
|       | Hédi M'henni                   | RCD             |  | Gouvernement Karoui Gouvernement Ghannouchi I                                                   | 31 juillet 1992   | 23 janvier 2001   |
|       | Abdelkrim Zbidi                | RCD             |  | Gouvernement Ghannouchi I                                                                       | 23 janvier 2001   | 8 octobre 2001    |
|       | Habib M'barek                  | RCD             |  | Gouvernement Ghannouchi I                                                                       | 8 octobre 2001    | 10 novembre 2004  |
|       | Mohamed Ridha Kechrid          | RCD             |  | Gouvernement Ghannouchi I                                                                       | 10 novembre 2004  | 3 septembre 2007  |
|       | Mondher Zenaidi                | RCD             |  | Gouvernement Ghannouchi I                                                                       | 3 septembre 2007  | 17 janvier 2011   |
|       | Mustapha Ben Jaafar            | Ettakatol       |  | Gouvernement Ghannouchi II                                                                      | 17 janvier 2011   | 27 janvier 2011   |
|       | Habiba Zéhi Ben Romdhane       | Indépendante    |  | Gouvernement Ghannouchi II Gouvernement Caïd Essebsi                                            | 27 janvier 2011   | 1er juillet 2011  |
|       | Slaheddine Sellami             | Indépendant     |  | Gouvernement Caïd Essebsi                                                                       | 1er juillet 2011  | 24 décembre 2011  |
|       | Abdellatif Mekki               | Ennahdha        |  | Gouvernement Jebali Gouvernement Larayedh                                                       | 24 décembre 2011  | 29 janvier 2014   |
|       | Mohamed Salah Ben Ammar        | Indépendant     |  | Gouvernement Jomaa                                                                              | 29 janvier 2014   | 6 février 2015    |
|       | Saïd Aïdi                      | Nidaa Tounes    |  | Gouvernement Essid                                                                              | 6 février 2015    | 27 août 2016      |
|       | Samira Merai                   | Afek Tounes     |  | Gouvernement Chahed                                                                             | 27 août 2016      | 12 septembre 2017 |
|       | Slim Chaker (mort en fonction) | Nidaa Tounes    |  | Gouvernement Chahed                                                                             | 12 septembre 2017 | 8 octobre 2017    |
|       | Mohamed Trabelsi (intérim)     | Indépendant     |  | Gouvernement Chahed                                                                             | 7 novembre 2017   | 18 novembre 2017  |
|       | Imed Hammami                   | Ennahdha        |  | Gouvernement Chahed                                                                             | 18 novembre 2017  | 14 novembre 2018  |
|       | Abderraouf Cherif              | Machrouu Tounes |  | Gouvernement Chahed                                                                             | 14 novembre 2018  | 10 mars 2019      |
|       | Sonia Ben Cheikh (intérim)     | Tahya Tounes    |  | Gouvernement Chahed                                                                             | 10 mars 2019      | 27 février 2020   |
|       | Abdellatif Mekki               | Ennahdha        |  | Gouvernement Fakhfakh                                                                           | 27 février 2020   | 15 juillet 2020   |
|       | Habib Kchaou (intérim)         | Indépendant     |  | Gouvernement Fakhfakh                                                                           | 15 juillet 2020   | 2 septembre 2020  |
|       | Faouzi Mehdi                   | Indépendant     |  | Gouvernement Mechichi                                                                           | 2 septembre 2020  | 20 juillet 2021   |
|       | Mohamed Trabelsi (intérim)     | Indépendant     |  | Gouvernement Mechichi                                                                           | 20 juillet 2021   | 6 août 2021       |
|       | Ali Mrabet                     | Indépendant     |  | Gouvernement Bouden/Hachani/Madouri                                                             | 6 août 2021       | 25 août 2024      |
|       | Mustapha Ferjani               | Indépendant     |  | Gouvernement Madouri/Zaafrani                                                                   | 25 août 2024      | en cours'         |

## Secrétaires d'État
- 2011 : Lamine Moulahi
- 2015-2016 : Nejmeddine Hamrouni
- 2017-2018 : Sonia Ben Cheikh